# The Moon and the Son: An Imagined Conversation
The Moon and the Son: An Imagined Conversation é um curta-metragem de animação estadunidense de 2005, vencedor do Prêmio de Academia (Oscar de melhor curta-metragem de animação) em 2006.
Os produtores John Canemaker e Peggy Stern utilizaram uma combinação de animação, filmes caseiros e fotos para representar uma conversação imaginária entre um filho (voz de John Turturro) e um pai falecido (voz de Eli Wallach), onde é contada a história da conturbada vida de um imigrante italiano e as consequências devastadoras de suas ações.